# Ivana Primorac
Ivana Primorac é uma maquiadora estadunidense. Iniciou sua carreira na televisão como membro dos bastidores da British Broadcasting Corporation, logo conseguiu destaque Atonement (2007), Sweeney Todd: The Demon Barber of Fleet Street (2007) e The Reader (2008). Além destes, foi indicada a inúmeros prêmios, incluindo o BAFTA, por Gladiator (2000) e Charlie and the Chocolate Factory (filme) (2004).